# Milos Zvonar
Milos Zvonar (nascido em 1937) é um anestesista e ex-político da Lista Pim Fortuyn (LPF).
Zvonar nasceu em Praga e mudou-se para a Holanda após a invasão da Checoslováquia em 1968. Ele estudou medicina na Universidade de Praga e mais tarde obteve um certificado universitário como médico na Universidade de Leiden. Zvonar foi eleito membro da Câmara dos Representantes em 2002 como membro do LPF. No parlamento, ele causou uma leve agitação quando ele e seu colega MP do LPF Gerlof Jukema afirmaram que alimentariam à força o assassino de Pim Fortuyn, Volkert van der Graaf, quando Der Graaf anunciou a sua intenção de fazer greve de fome. Zvonar deixou a política em 2003 e voltou para a República Checa. No livro The Children of Pim de Joost Vullings, Zvonar afirmou que a situação política era melhor na República Checa porque não havia imigrantes turcos ou marroquinos, e que a Holanda agora parecia um país do terceiro mundo devido aos altos níveis de imigração. Ele acrescentou: Não é racismo de forma alguma, queremos o nosso país para nós. Pessoas assim não combinam connosco.